# Christian Steska
Christian Steska (* 1985 in Fulda) ist ein deutscher Sternekoch und Gastronom.

## Leben
Er stammt aus einer Fuldaer Bäcker- und Konditoren-Familie. Seit 2021 führt er mit seinem Restaurant „Christian & Friends Tastekitchen“ einen Stern des Guide Michelin. Darüber hinaus wurde er 2022 zum dritten Mal unter die 50 führenden Köche Deutschlands gewählt.

## Werdegang
Nach seiner Bäckerausbildung begann Christian Steska 2007 eine Lehre zum Koch im 5-Sterne-Hotel Bayerischer Hof in München. Die nächsten Stationen waren bei Juan Amador  das Sterne-Restaurant Amador in Langen und das Segelschiff Sea Cloud II (5-Sterne). Im November 2013 machte er sich mit dem Restaurant „Christian & Friends Tastekitchen“ in der Nonnengasse in Fulda selbstständig.

## Auszeichnungen
- 2017: 3 Löffel im Aral Schlemmer Atlas[2]
- 2019: Top50 Koch im Schlemmer Atlas[3]
- 2020: Varta Führer, Varta-Tipp Küche[4]
- 2020: 7 Gusto-Pfannen im Gusto-Gourmetführer[5]
- 2021: 1 Stern im Guide Michelin[6]
- 2021: FEINSCHMECKER, Die 500 besten Restaurants in Deutschland[7]
- 2022: 2 rote Hauben im Gault & Millau[8]
- 2022: 1 Stern im Guide Michelin[9]